# Tokszong
Tokszong (hangul: 덕성군, Tokszong-kun, handzsa: 德城郡, RR: Tŏksŏng-kun, ’a Tedok (Taedŏk)-hegy melletti erődítmény’) megye Észak-Koreában, Dél-Hamgjong (Hamgyŏng) tartományban. 1952-ben hozták létre Pukcshong (Pukch'ŏng) külterületéből és emelték megyei rangra.

## Földrajza
Északról és északnyugatról a Rjanggang (Ryanggang) tartománybeli Kim Hjonggvon (Kim Hyŏng-gwŏn) megye, északkeletről Hocshon (Hŏch'ŏn), keletről Rivon (Riwŏn) és Tancshon (Tanch'ŏn), délről Pukcshong (Pukch'ŏng), délnyugatról Hongvon (Hongwŏn), nyugatról Sinhung (Sinhŭng) határolja.
Legmagasabb pontja az 2117 méter magas Hiszabong (희사봉; 희사峯, Hŭisabong).

## Közigazgatása
1 községből (up (ŭp)), 23 faluból (ri (ri)) és 1 munkásnegyedből (rodongdzsagu (rodongjagu)) áll:
| - Tokszong-up (덕성읍; 德城邑, Tŏksŏng-ŭp) - Csholszan-rodongdzsagu (철산로동자구; 鐵山勞動者區, Ch'ŏlsan-rodongjagu) - Togude-ri (덕우대리; 㯖友坮里, Tŏgudae-ri) - Tongdzsung-ri (동중리; 東中里, Tongjung-ri) - Ragvon-ri (락원리; 樂園里, Ragwŏn-ri) - Poszong-ri (보성리; 寶星里, Posŏng-ri) - Szamgi-ri (삼기리; 三岐里, Samgi-ri) - Szangdol-ri (상돌리; 上乭里, Sangdol-ri) - Szongdzsung-ri (송중리; 松中里, Songjung-ri) - Szuszo-ri (수서리; 水西里, Susŏ-ri) - Sinthe-ri (신태리; 新泰里, Sint'ae-ri) - Sinhung-ri (신흥리; 新興里, Sinhŭng-ri) - Jangszung-ri (양승리; 陽勝里, Yangsŭng-ri) | - Omdong-ri (엄동리; 嚴東里, Ŏmdong-ri) - Omszo-ri (엄서리; 嚴西里, Ŏmsŏ-ri) - Volgunde-ri (월근대리; 月近擡里, Wŏlgŭndae-ri) - Indong-ri (인동리; 仁洞里, Indong-ri) - Imdzsadong-ri (임자동리; 荏子洞里, Imjadong-ri) - Csanghung-ri (장흥리; 獐興里, Changhŭng-ri) - Csuidong-ri (주의동리; 周義洞里, Chuŭidong-ri) - Csungdol-ri (중돌리; 中乭里, Chungdol-ri) - Csungdong-ri (중동리; 中洞里, Chungdong-ri) - Csiktong-ri (직동리; 直洞里, Chiktong-ri) - Cshangszongil-ri (창성일리; 昌星一里, Ch'angsŏngil-ri) - Cshangszongi-ri (창성이리; 昌星二里, Ch'angsŏngi-ri) |

## Gazdaság
Tokszong (Tŏksŏng) megye gazdasága főként érckitermelésre, szénbányászatra épül.

## Oktatás
Tokszong (Tŏksŏng) megye 2 főiskolának, 11 általános és 21 középiskolának ad otthont.

## Egészségügy
A megye számos egészségügyi intézménnyel rendelkezik, köztük 20 kórházzal.

## Közlekedés
A megye közutakon a szomszédos helységek felől közelíthető meg. A megye vasúti kapcsolatokkal nem rendelkezik.